# Su e giù per Beverly Hills
Su e giù per Beverly Hills (Down and Out in Beverly Hills) è un film di Paul Mazursky del 1986, remake del film Boudu salvato dalle acque di Jean Renoir.

## Trama
Jerry Baskin, clochard vagabondo per Beverly Hills, tenta il suicidio a seguito del furto del suo cane Kerouac,  gettandosi nella piscina nella villa degli Whiteman. Salvato da Dave, il capofamiglia, egli viene ospitato per qualche giorno, facendo conoscenza di una famiglia benestante di neo arricchiti - Dave è proprietario di una fabbrica di grucce in fil di ferro - ciascuno però con problemi importanti al limite del grottesco: la moglie Barbara è affetta da perenne cefalea e shopping compulsivo con i figli Jenny, anoressica, e Max, timido ed introverso omosessuale, senza contare il loro cane, assistito da uno psicologo (umano), in quanto riluttante nel mangiare dalla ciotola. Jerry, avvalendosi del buon senso unito a una spiccata sfrontatezza, riuscirà a risolvere i problemi di ciascuno, restituendo loro la dignità e l'umanità andate perdute nell'aridità di una vita materialistica ed opulenta.